# Bihamra
Bihamra (arab. بحمرا) – miejscowość w Syrii, w muhafazie Latakia. W 2004 roku liczyła 1028 mieszkańców.